# ペラギウス主義
ペラギウス主義とは、5世紀にキリスト教神学の歴史上に現われた教説で、広く支持者を持ったが、正統のキリスト教から異端とされた。
ローマの修道士ペラギウス（350?-425年?）が提唱したことからこの名が付く。実際に、この教説を広めたのは、弟子ケレスティウスである。
ペラギウスに関してはほとんどの事が分かってはいない。修道士であったとしばしば言及されるが、本当にそうだったかも定かではない。アウグスティヌスによれば、彼はブリタンニアあるいはカレドニアの出自でローマに長い間住んでいたと言う。彼はその禁欲苦行の過激さと演説の雄弁さですでにローマの属州ではよく知られており、彼の教説の本質が明るみに出るまでキリスト教の重鎮、アウグスティヌスでさえも、彼を行動が聖人のように清らかな人と捉えていた。

## 教説
実際のペラギウスが説いた教えはどのようなものかは分かってはいない。彼の教えは弟子ケレスティウスによって伝えられたものである。
それによると、ペラギウスの説とは神は人間を善なるものとして創造したのであり、人間の原罪は神が善のものとして創りたもうた人間の本質を汚すものではないとする。故に神からの聖寵を必要とはせず、自分の自由意志によって功徳を積むことで救霊に至ることが可能であるとするものと考えた。その人間の救霊に至るまでの道としてアダムを悪しき例とし、イエズス・キリストをよき例とした。また人間個人は自ら救霊に神の救いを必要としないので、イエズスの受難は人間全般の罪をあがなったものではないと考えた。
また幼児洗礼を否定していたとされる。
彼の説は、その多くが、ケルト人である彼の出自ないし彼の学んだギリシア語からギリシア哲学の影響を受けている。すなわち人間各人が己の責任を持って行動を行うという人間の独立性を掲げ、また人間の意志とは超自然的な存在−彼はそれを原罪と呼んだのかもしれないが−に対峙して打ち勝つものとして強調した。このようにペラギウス主義にはギリシア哲学、とくにストア派の影響が見受けられたが、彼の説は当時の教父たちが説く教えとは大きく異なっていた。

## 経緯
このように人間の意志は神の救いを必要としないというペラギウス主義は、人間は選択の自由はあるが究極的には救いは神の栄光から至るというアウグスティヌスの主張とは対立した。またアウグスティヌスは人間の選択の自由の中にも実は神意の采配が宿っているとしており、人間単身の選択では救いの道は開けず、神の恩寵と結びついた選択により道が開けるとしていた。
この点でアウグスティヌスやヒエロニムスはペラギウス主義を批判し、418年のカルタゴ会議などで異端として排斥され、さほどな重要な問題とは思われてはいなかったが431年のエフェソス公会議で異端である事が再確認された。